# Mikołaj Kazanowski
Mikołaj Kazanowski herbu Grzymała (1530 Łuków – 1569) – starosta wieluński.
Syn Bartłomieja Kazanowskiego i Katarzyny Markuszowskiej, ojciec Marcina Kazanowskiego.